# União Nacional para a Independência Total de Angola
Die União Nacional para a Independência Total de Angola (UNITA; deutsch Nationale Union für die völlige Unabhängigkeit Angolas) wurde Mitte des 20. Jahrhunderts als anti-koloniale Bewegung gegründet und ist heute eine Partei in Angola.

## Geschichte

### Anti-koloniale Guerilla und Entkolonisierungskonflikt
Die UNITA entstand als Befreiungsbewegung im Kampf gegen die portugiesische Kolonialherrschaft und fand ihre Anhänger hauptsächlich unter den Ovimbundu im zentralen Hochland Angolas, der größten Ethnie des Landes, zu der ihr Gründer und langjähriger Anführer Jonas Savimbi gehörte.
Die UNITA führte ihren Guerillakampf ausschließlich im Osten des Landes, also außerhalb des Siedlungsgebiets der Ovimbundu, und hatte dabei kaum Unterstützung. Ihre Operationen hielten sich deswegen in recht engem Rahmen. Gelegentlich kam es zu bewaffneten Auseinandersetzungen mit Einheiten der rivalisierenden Unabhängigkeitsbewegungen, vor allem der MPLA, die ebenfalls vorwiegend im Osten des Landes aktiv war, selten der FNLA, die hier kaum präsent war. Laut heute öffentlich zugänglichen portugiesischen Akten aus dieser Zeit schloss sie bereits Anfang 1970 ein Kollaborationsabkommen mit der Kolonialmacht Portugal. In der frühen Phase erhielt sie ursprünglich Hilfe von der Volksrepublik China, wurde aber nach 1974 zunehmend von der Republik Südafrika (unter der damaligen Apartheidregierung), rechtskonservativen US-amerikanischen Kreisen und der CIA, aber auch von westdeutschen Akteuren, sowie vom Königreich Marokko, für geo- und regionalstrategische Zielsetzungen vereinnahmt.
Als Portugal 1974 seine Absicht verkündete, sich aus seinen Kolonien zurückzuziehen, entbrannte ein bewaffneter Konflikt zwischen den drei rivalisierenden Bewegungen, in den eine Reihe von Staaten auf der einen oder anderen Seite eingriff. Die UNITA verbündete sich in dessen Verlauf mit der FNLA gegen die MPLA. Als diese 1975 in der Hauptstadt Luanda die Unabhängigkeit Angolas von Portugal ausrief, taten FNLA und UNITA gemeinsam gleichzeitig dasselbe in Nova Lisboa (heute Huambo) und bildeten dort eine Gegenregierung. Die Koalition wurde jedoch innerhalb kurzer Zeit militärisch geschlagen und löste sich auf.

### Bürgerkrieg und Umwandlung in eine Partei
Die siegreiche MPLA errichtete im Land ein Einparteienregime nach dem Vorbild der damaligen sozialistischen Länder Europas. UNITA konstituierte sich daraufhin in Jamba (Cuando Cubango) neu, einem Ort im äußersten Südosten Angolas unmittelbar an der Grenze zu Südwestafrika (Namibia), welches damals von Truppen Apartheidsüdafrikas besetzt war. Logistisch und operativ von den angrenzenden Garnisonen des südafrikanischen Militärs und der südwestafrikanischen Territorialtruppen (unter dem Oberkommando Südafrikas) vollständig abhängig, wurde UNITA nun ein wesentlicher Faktor in den Bemühungen Südafrikas, die MPLA-Regierung zu destabilisieren.
Südafrika ging es dabei vor allem um die Eindämmung des Einflusses sozialistisch orientierter postkolonialer Regierungen in der Region, die aus den Unabhängigkeitsbewegungen hervorgegangen waren und aus Sicht der weißen Minderheitsregierung der National Party langfristig die Vorherrschaft der europäischstämmigen Bevölkerungsminderheit über die afrikanische Mehrheit gefährdeten. Insbesondere die sozialistisch geprägten Regierungen in Mosambik und Angola beherbergten und unterstützten Dissidenten und Bewegungen, die vor der Apartheid aus Südafrika geflohen waren und sich aus dem Exil heraus aktiv für ein Ende der Apartheid engagierten. Angola stellte hierbei auch Liegenschaften bereit, die zur Ausbildung von Widerstandskämpfern des bewaffneten Arms des südafrikanischen ANC genutzt wurden. Die Präsenz insbesondere kubanischer, sowjetischer und ostdeutscher Militärs, Berater und Entwicklungshelfer als Unterstützer der MPLA-Regierung auf angolanischem Boden war Pretoria dabei ein besonderes Dorn im Auge, trugen diese doch wesentlich zur Stabilisierung der MPLA-Regierung bei. UNITA diente fortan als militärisch-politisches Vehikel zur Destabilisierung Angolas, im Einklang mit den strategischen regionalen Zielen Südafrikas.
Im Kontext des Ost-West Konflikts ist auch die Unterstützung der UNITA durch rechtskonservative politische Kreise, private und wirtschaftliche Interessengruppen in den USA, der Bundesrepublik Deutschland und weiterer westlicher Staaten zu sehen. Eine verdeckte, nicht durch den Kongress gebilligte Unterstützung der UNITA konnte der CIA nachgewiesen werden und wurde später fortgesetzt, obwohl das Clark Amendment diese untersagte. In der Bundesrepublik waren allen voran Franz Josef Strauß und mit ihm vernetzte Funktionäre der CDU/CSU-Fraktion in maßgeblicher Weise an der Unterstützung der UNITA beteiligt.
Autoritär von Jonas Savimbi angeführt, war die UNITA in ihrer Außendarstellung stets darum bemüht, sich als demokratische und an christlichen Werten orientierte genuine Freiheitsbewegung darzustellen. So trat der Pastorensohn Savimbi bei medialen Auftritten vor westlichen Medien oft in klerikal anmutender Bekleidung auf und wurde insbesondere von seinen rechtskonservativen evangelikal-fundamentalistischen Unterstützern in den USA als Freiheitskämpfer gegen den Kommunismus inszeniert. Autor Fred Bridgland, welcher 1986 noch die wohlwollend geschriebene Biographie Jonas Savimbi - A Key To Africa veröffentlichte, revidierte retrospektiv seine Einschätzung, nachdem er erfuhr mit welchem Ausmaß an Brutalität Savimbi gegen Abweichler und potentielle Konkurrenten innerhalb der eigenen Organisation vorging. Zeuginnen sagten 1989 gegenüber Amnesty International aus, Savimbi hätte Frauen, die sich weigerten, mit ihm intim zu werden, als „Hexen“ verurteilen und in grausamen öffentlichen Ritualen bei lebendigem Leibe verbrennen lassen.
Im Juni 1985 fand im Hauptquartier der UNITA die so-bezeichnete "Demokratische Internationale" statt, ein Zusammentreffen verschiedener antikommunistischer Contrabewegungen, welches zur Koordination dieser Gruppen im Einklang mit den geostrategischen Interessen ihrer Sponsoren diente, also ein rechtes Pendant zur linken internationalen Solidaritätsbewegung begründen sollte. Eingeladen waren Vertreter der afghanischen islamistischen Mujahideen, der rechtsextremen nikaraguanischen Contras und der Hmong, die von Laos aus nach dem Ende des Vietnamkriegs weiter gegen die sozialistische Regierung Vietnams kämpften. Organisiert und finanziert wurde die Veranstaltung von rechtskonservativen Akteuren um den dem rechten Flügel der Republikanischen Partei nahe stehenden Unternehmer Lewis Lehrman und den Lobbyisten Jack Abramoff. Der wenig später durch die Iran-Contra Affäre exponierte CIA-Agent Oliver North nahm als Gast an dem Treffen teil. Neben der Finanzierung durch die genannten ausländischen Interessengruppen stellte der Verkauf von Blutdiamanten aus den von ihr kontrollierten Gebieten, u. a. an De Beers, eine wesentliche Einnahmequelle dar.
Der Bürgerkrieg in Angola, ein Stellvertreterkrieg auf angolanischem Boden, dauerte mit Unterbrechungen bis zum Tode von Jonas Savimbi im Jahre 2002 an und forderte Schätzungen zufolge zwischen 500.000 und 800.000 Menschenleben, darunter überwiegend Zivilisten. Mit dem Ende des Kalten Krieges und der Wende in Südafrika hin zu einer demokratisch organisierten Gesellschaftsordnung fielen wesentliche Sponsoren und Interessengruppen, von denen die UNITA abhängig war, weg. Folglich passte die UNITA ihre Programmatik an und bereitete sich auf eine Rolle als Akteur im parlamentarischen Parteiensystem vor, wobei sie auf eine Anzahl gut ausgebildeter Kader zurückgreifen konnte, die ein Studium im Ausland (z. B. Portugal, Kanada, die USA) absolviert haben.
Im Jahre 1990 führte die MPLA in Folge eines zuvor ausgehandelten Waffenstillstandsabkommens ein Mehrparteiensystem ein, und die UNITA konstituierte sich neu als politische Partei. 1992 nahm sie an den ersten Parlaments- und Präsidentschaftswahlen in Angola teil. Aus beiden ging sie als Verlierer hervor, wenn sie auch beachtliche Stimmenanteile erreichte. Sie erkannte deswegen die Wahlen nicht an und nahm unverzüglich wieder den bewaffneten Kampf auf, ungeachtet des für sie ungünstigen geopolitischen Klimas. Daraus ergab sich insofern eine paradoxe Situation, als die UNITA über ihre Abgeordneten am politischen System teilnahm und sich 1997 auf eine Teilnahme an einer „Regierung der Nationalen Einheit und Versöhnung“ einließ, gleichzeitig jedoch ihren Guerillakrieg fortsetzte. Dies führte zu inneren Spannungen und der Gründung der „UNITA Renovada“ („erneuerte UNITA“) unter Eugénio Manuvakola, eines Flügels, der sich für eine Aufgabe des bewaffneten Kampfes und für einen rein politischen Kampf einsetzte.
Gegen Ende der 1990er Jahre verlor die UNITA die letzte verbliebene Unterstützung aus den USA und anderen westlichen Staaten. 2002 kam es zur Lokalisation des Anführers Savimbi und dessen Tod im Gefecht mit Regierungstruppen. Paradoxerweise setzte die angolanische Regierung in dieser letzten Operation gegen die UNITA maßgeblich auf die Expertise privater Militärfirmen, die sich aus ehemaligen südafrikanischen Soldaten zusammensetzten, die als Angehörige südafrikanischer Militäreinheiten und Sonderkommandos in den 1980er Jahren im Zusammenspiel mit der UNITA die MPLA-Regierung destabilisiert und bekämpft hatten und ihre Dienste nun nach dem Ende der Apartheid den Meistbietenden anboten. Sechs Wochen nach dem Tod Savimbis kam es zur Unterzeichnung einer Waffenstillstandsvereinbarung zwischen der Regierung und der UNITA.

### Konsolidierungsversuche als Partei
Im August 2002 löste die UNITA offiziell ihren militärischen Arm auf. Seither ist die UNITA unter ihrem neuen Präsidenten Isaias Samakuva bemüht, sich als politische Partei zu konsolidieren.
Bei der ersten Parlamentswahl nach Ende des Bürgerkrieges, am 5. und 6. September 2008, erhielt die Partei nur etwa zehn Prozent der Stimmen, also erheblich weniger als 1992. Diesmal gestand sie ihre Niederlage gegenüber der mittlerweile sozialdemokratischen MPLA ein, wenn auch widerstrebend. Sie wies in einer 200 Seiten umfassenden Publikation detailliert auf Unregelmäßigkeiten bei den Wahlen hin, bei der die regierende MPLA 82 % der Stimmen erreichte. Die offiziellen internationalen Wahlbeobachter erklärten die Wahl als „insgesamt frei und fair“. Manche andere Beobachter bezeichneten sie als teilweise frei, keineswegs aber als fair. Inzwischen wird mit Zeitabstand allgemein davon ausgegangen, dass das Wahlergebnis recht getreu die damalige Haltung des Wahlvolkes widerspiegelt, das einerseits die Oppositionsparteien insgesamt als wenig glaubwürdig einschätzte, andererseits vor allem die UNITA nicht stärken wollte, um ein erneutes Aufflammen des Bürgerkriegs zu vermeiden.
Bei der zweiten Parlamentswahl, am 31. August 2012, erhielt die UNITA jedoch rund 18 %. Dies ist umso bemerkenswerter, als sich ein Teil der Partei unter der Führung von Abel Chivukuvuku Anfang 2012 abspaltete und eine eigene Partei gründete, die Convergência Ampla de Salvação de Angola (CASA, Breite Konvergenz zur Rettung Angolas); diese erhielt 6 % der Stimmen, die allerdings z. T. nicht aus dem Lager der UNITA kamen. Das MPLA fiel demgegenüber leicht zurück, auf etwa 72 %. Bemerkenswert ist, dass die UNITA in den Provinzen Huambo und Luanda auf etwa 30 % kam, in der Provinz Bié sogar auf 36 %. Huambo und Bié bilden das Kernland der Ovimbundu, aber in der Provinz Luanda gehört die Mehrheit der Bevölkerung zu den Ambundu und gibt es eine beachtliche Minderheit von Bakongo, während die Ovimbundu dort zahlenmäßig wenig Bedeutung haben.
Bei der Wahl 2017 steigerte die Partei ihr Ergebnis auf rund 27 % der Stimmen und blieb größte Oppositionspartei.
Im November 2019 wurde Adalberto Costa Júnior zum neuen Präsidenten gewählt, nachdem sein Vorgänger Isaias Samakuva nach über 16 Jahren zurückgetreten war.